# Jan Franciszek Wojakowski
Jan Franciszek Wojakowski herbu Brochwicz – kasztelan przemyski w 1699 roku, podkomorzy przemyski w latach 1683-1697, chorąży nowogrodzkosiewierski w latach 1673-1681, rotmistrz królewski, sędzia kapturowy ziemi przemyskiej w 1696 roku.
Poseł na sejm 1690 roku z ziemi przemyskiej.. 
Był elektorem Augusta II Mocnego z ziemi lwowskiej i przemyskiej w 1697 roku.